# Pragmatica sanctio

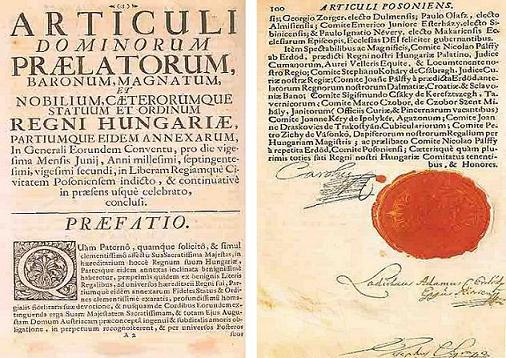
Pragmatica sanctio (1713)

A pragmatica sanctio (latin: „gyakorlati rendezés”) valamely nagy fontosságú államügynek végleges, a messze jövőre kiható elintézése, amely azután mintegy megváltoztathatatlan, tulajdonképpen „királyi rendelet”. Így emlegetik közelebbről:
- I. Iusztinianosz bizánci császár egy évtizedes harcok után, 554-re foglalta vissza Itáliát; már a Codex, a Digesta és az Institúciók kihirdetésekor azokat az uralma alatt álló egész birodalomra, így a már visszafoglalt itáliai területekre nézve is hatályosnak tekintette, de szükségét látta annak, hogy az 554. augusztus 14-én kibocsátott Pragmatica sanctio pro petitione Vigilii okmányban ismét megerősítse szándékát;
- a IX. Lajos és VII. Károly francia királyok által 1269-ben, illetve 1438-ban Bourges-ban kibocsátott határozatokat;
- a német birodalmi gyűlést 1439-ben, amely elfogadta a bázel–ferrara–firenzei zsinat döntéseit;
- a IV. Vilmos bajor herceg által 1506-ban kibocsátott törvényt, mely a Bajor Hercegség öröklési rendjét írja elő, a mindenkori elsőszülött fiú által, oszthatatlan egységben;
- Pragmatica sanctio (1549): V. Károly német-római császárnak a németalföldi tartományok egységét kimondó határozatát, valamint az uralkodó családok örökösödését rendező szabályokat;
- VI. Károly német-római császár mint a Habsburg-ház (ausztriai ház) feje által 1713-ban kiadott és a Habsburgok nőágainak a patrimonialis természetű osztrák örökös tartományokra vonatkozó örökösödési rendjét;
- 1723-ban a Habsburg-ház nőágainak a magyar trónon való örökösödését, amelyet kezdetben a köznyelv, majd később a törvények is röviden pragmaticának neveznek;
- 1759-ben III. Károly spanyol királynak a Bourbon-ház spanyol és olasz ágainak örökösödésére vonatkozóan kiadott rendelkezéseit;
- 1830-ban VII. Ferdinánd spanyol király által kibocsátott rendelkezést a spanyol Bourbon-házon belül 1700-ban megszüntetett leányági öröklési rend helyreállításáról.

## A III. Károly-féle pragmatica sanctio (1723)

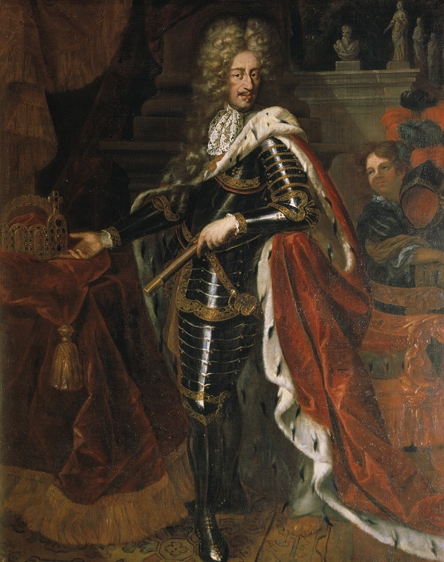
I. Lipót német-római császár és német király, magyar és cseh király (1657 – 1705. május 5.)

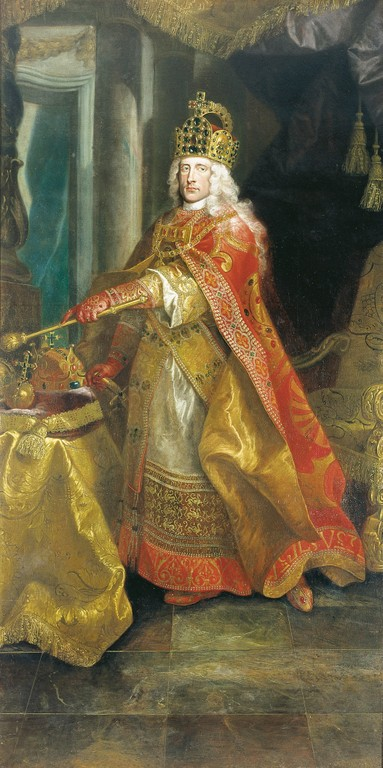
I. József német-római császár, Ausztria uralkodó főhercege, magyar és cseh király (1705. május 5. – 1711. április 17)

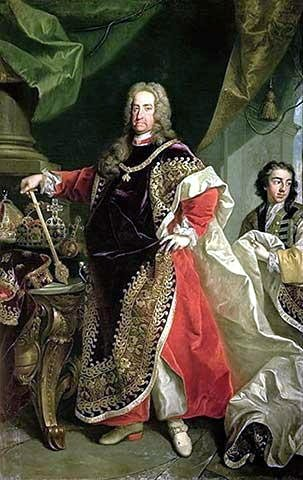
III. Károly német-római császár és német király, magyar és cseh király (1711. április 17. – 1740. október 20.)

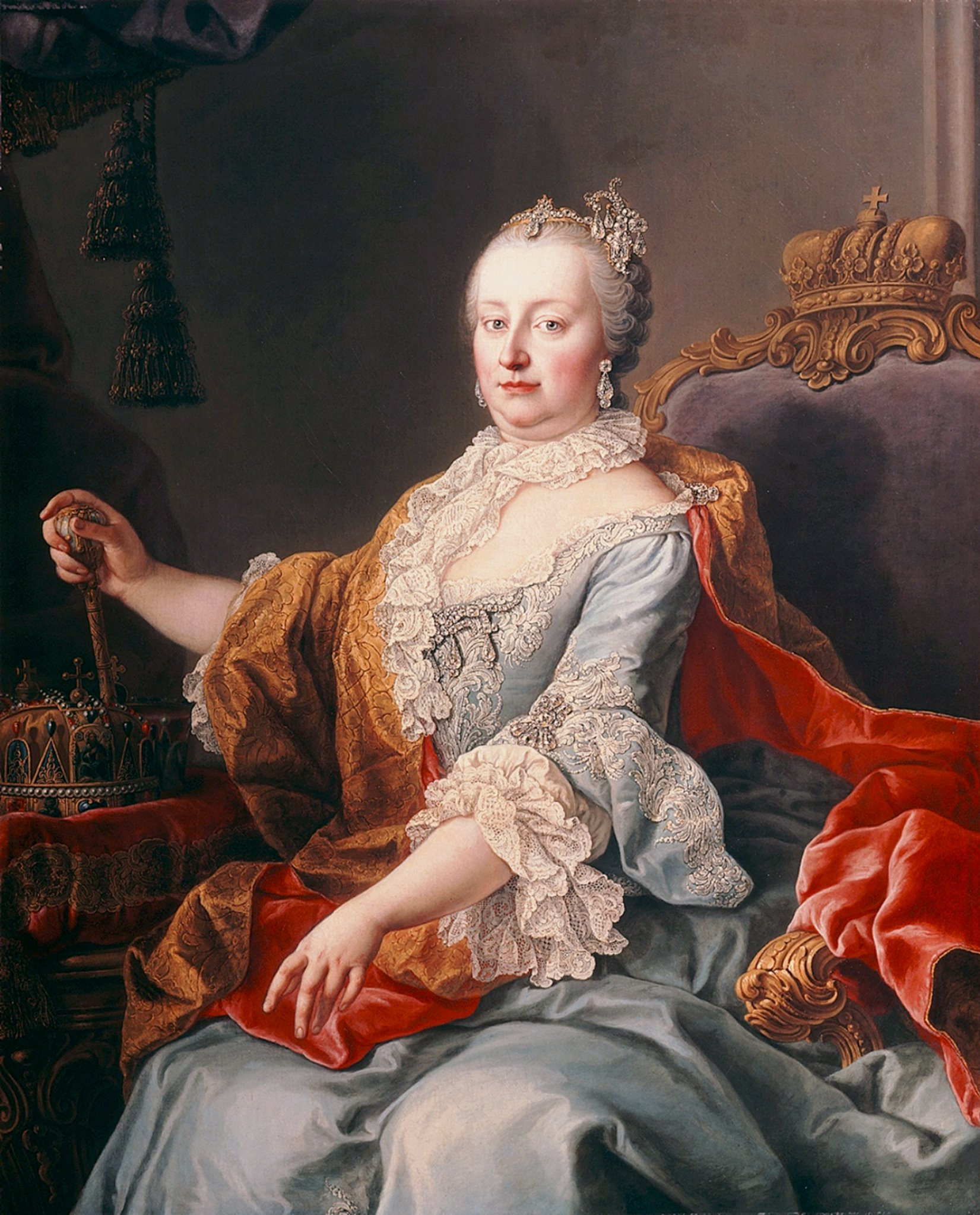
Mária Terézia a Magyar Királyság apostoli királya, Csehország királya, Ausztria főhercegnője, Erdély fejedelme, 1765-től Erdély nagyfejedelme, Karintia, Krajna, Stájerország, Brabant, Limburg, Luxemburg, Alsó-Lotaringia és Milánó hercegnője, Flandria, Hainaut, Burgundia (Franche-Comté) és Tirol grófnője. 1740. október 20. – 1780. november 29.

I. Lipót császár 1703-ban, mielőtt Károly elindult, hogy a család spanyolországi trónigényének érvényt szerezzen, célszerűnek látta rendezni a Habsburg trónöröklési rendet. Ezt ugyan II. Ferdinánd császár már 1621-ben szabályozta, az öregedő Lipót császár azonban fontosnak tartotta, hogy a két fiával, József és Károly főhercegekkel két ágra szétváló családjában megállapodás jöjjön létre. Ferdinánd úgy végrendelkezett, hogy a dunai monarchia országait és tartományait egyetlen tagban kell átörökíteni, ezek „indivisibiliter ac inseparabiliter”, azaz oszthatatlan és elválaszthatatlan egységet alkotnak. 1703-ban mindez nem is látszott problematikusnak. Spanyolország megszerzését azonban koránt sem lehetett biztosra venni. Az 1703-as családi megegyezést, a pactum mutuae successionist, azaz a kölcsönös öröklési szerződést, mivel egyelőre nem is volt aktuális (hiszen I. Lipót császár halála esetén, két fia is lévén, a trónutódlás nem vethetett fel semminemű problémát), egyelőre titokban tartották.
1705-ben meghalt I. Lipót, majd 1711-ben váratlanul – méghozzá férfi örökös hátrahagyása nélkül – utódja, I. József császár is. Az 1703. évi családi megállapodás értelmében a Habsburgok valamennyi országa és tartománya Károly főhercegre szállt.
VI. Károly császárnak azonban szintén nem volt fiúgyermeke. Ezért a bécsi udvar arra törekedett, hogy elfogadtassa a nagyhatalmakkal és a saját országainak nemességével is a leányági örökösödést. 
Ezt kívánta megteremteni a Pragmatica sanctióval. Ezt a megállapodást a császár, az 1703-as Habsburg-házi törvény alapján kívánta elfogadtatni az örökös tartományokkal, Magyarország és Erdély rendjeivel, amelynek értelmében lehetségessé vált a cél, hogy az elsőszülött leánygyermeke, Maria Theresia Amalia Walpurga örökölhesse a Habsburg trónt.
1712 márciusában a horvát rendi gyűlés úgy határozott, hogy ha Károlynak nem születne fia, a trónutódlás terjedjen ki a nőágra is. A horvátok a maguk érdekében fogalmazták meg javaslatukat, s a horvát kívánság, bár teljességgel az uralkodó szíve szerinti volt, mégis kényelmetlen helyzetbe hozta a kormányzatot a magyarokkal szemben. A magyar rendek ugyanis azt gondolták, hogy a horvát kezdeményezést az udvar sugallta. Ezért Bécs két alkalommal is szükségesnek tartotta, hogy a magyar rendekkel a nőági örökösödésről tárgyaljon. A magyarok azonban feltételeket szabtak, így a tárgyalások elakadtak.
A kérdés azonban továbbra is napirenden maradt. Majd az uralkodó 1713. április 19-én a bécsi Burgba összehívta valamennyi miniszterét és titkos tanácsosát, ahol Johann Friedrich Seilern osztrák udvari kancellár felolvasta az 1703. szeptemberi pactum szövegét. Ehhez Károly még hozzáfűzte: valamennyi örökös királysága és tartománya feloszthatatlanul öröklődjön nőágon is az elsőszülöttségi jog alapján, az 1703-ban rögzített sorrendben. Ez azt jelentette, hogy Károly halálával az ő leszármazottai örökölnek. Ha ilyenek nem lennének, akkor következik I. József császár két leánya, és csak az ő utód nélküli haláluk esetén formálhatnak jogot Károly örökségére I. Lipót császár leányai (azaz József és Károly főhercegek nőtestvérei). Azóta hívják ezt a dokumentumot Pragmatica sanctiónak, azaz törvényes végzésnek, szentesítésnek, amelynek legfőbb újdonsága az 1703. évihez képest abban áll, hogy az akkori megállapodást nőágra is kiterjesztette.
A pragmatica sanctiót Bécs elfogadtatta a Habsburg Birodalom örökös királyságaival és tartományaival. A Nagyszebenbe összehívott erdélyi országgyűlést követően 1722. június 30-án Pozsonyban a magyar rendek is megszavazták a pragmatica sanctiót. Méghozzá annak különös hangsúlyozásával, hogy az Ausztriai-ház valamennyi örökös országa a jövőbeni szerzeményekkel együtt, a nagyobb biztonság és a kölcsönös védelem érdekében alkosson örökre oszthatatlan és elválaszthatatlan szövetséget, és csupán az uralkodóház egészének kihalása esetén lépjen újra érvénybe a királyválasztási jog (1723: I-II. tc.). Az örökös tartományokra utaltság deklarálásának hosszú távú jelentősége volt. Az a felismerés diktálta ezt, hogy sem Erdély, sem a Magyar Királyság nem képes egyedül megvédeni magát a külső hatalmak, kivált a törökök ellen.
III. tc. Ő legszentségesebb császári és királyi felsége az ország s az ahhoz kapcsolt részek összes hű karainak és rendeinek minden, úgy hitlevélbe foglalt, mint bármely más jogait, szabadságait, kiváltságait s mentességeit, és előjogait, az alkotott törvényeket s helybenhagyott szokásokat [...] Kegyelmesen megerősíti s meg fogja tartani.
A pragmatica sanctio újabb 200 esztendőre összekapcsolta Magyarország és Ausztria sorsát, s a jogi alapja lett az 1867. évi kiegyezésnek is.